# Dekanat Bolechowice
Dekanat Bolechowice – jeden z 45 dekanatów w rzymskokatolickiej archidiecezji krakowskiej.

## Parafie
W skład dekanatu wchodzi 12 parafii:
- parafia Miłosierdzia Bożego – Bębło
- parafia NMP Królowej – Będkowice
- parafia św. Mikołaja – Biały Kościół
- parafia św. Apostołów Piotra i Pawła – Bolechowice
- parafia NMP Matki Kościoła – Brzezie
- parafia św. Idziego – Giebułtów
- parafia Podwyższenia Krzyża Świętego – Kobylany
- parafia św. Wojciecha i MB Bolesnej – Modlnica
- parafia Miłosierdzia Bożego – Modlniczka
- parafia Narodzenia NMP – Racławice
- parafia św. Maksymiliana Kolbego – Szklary
- parafia św. Franciszka z Asyżu – Zabierzów

## Sąsiednie dekanaty
Czernichów, Kraków – Bronowice, Kraków – Krowodrza, Krzeszowice, Olkusz (diec. sosnowiecka), Sułoszowa (diec. sosnowiecka)